# El crecepelo infalible
El crecepelo infalible es una historieta de 1985 de la serie Mortadelo y Filemón firmada por el Bruguera Equip.

## Trayectoria editorial
Tras la marcha de Ibáñez de la editorial Bruguera, se contrataron dibujantes y guionistas anónimos que producían historietas para rentabilizar los personajes creados por Francisco Ibáñez. El crecepelo infalible es una de las historietas que dibujó Miguel Fernández, a través de la agencia Comicup, serializada en la revista Mortadelo, números 222 a 228. En 1988 Ibáñez recuperó el control de sus personajes y la historieta dejó de publicarse.

## Sinopsis
Algunos miembros del "gang" del Chicharrón vuelven y forman un grupo llamado B.A.U. (Bandidos Anónimos Unidos). Mortadelo y Filemón se encargarán de volver a meterlos en la cárcel. Mientras, el profesor Bacterio crea un nuevo crecepelo.